# Cinturón (prenda)

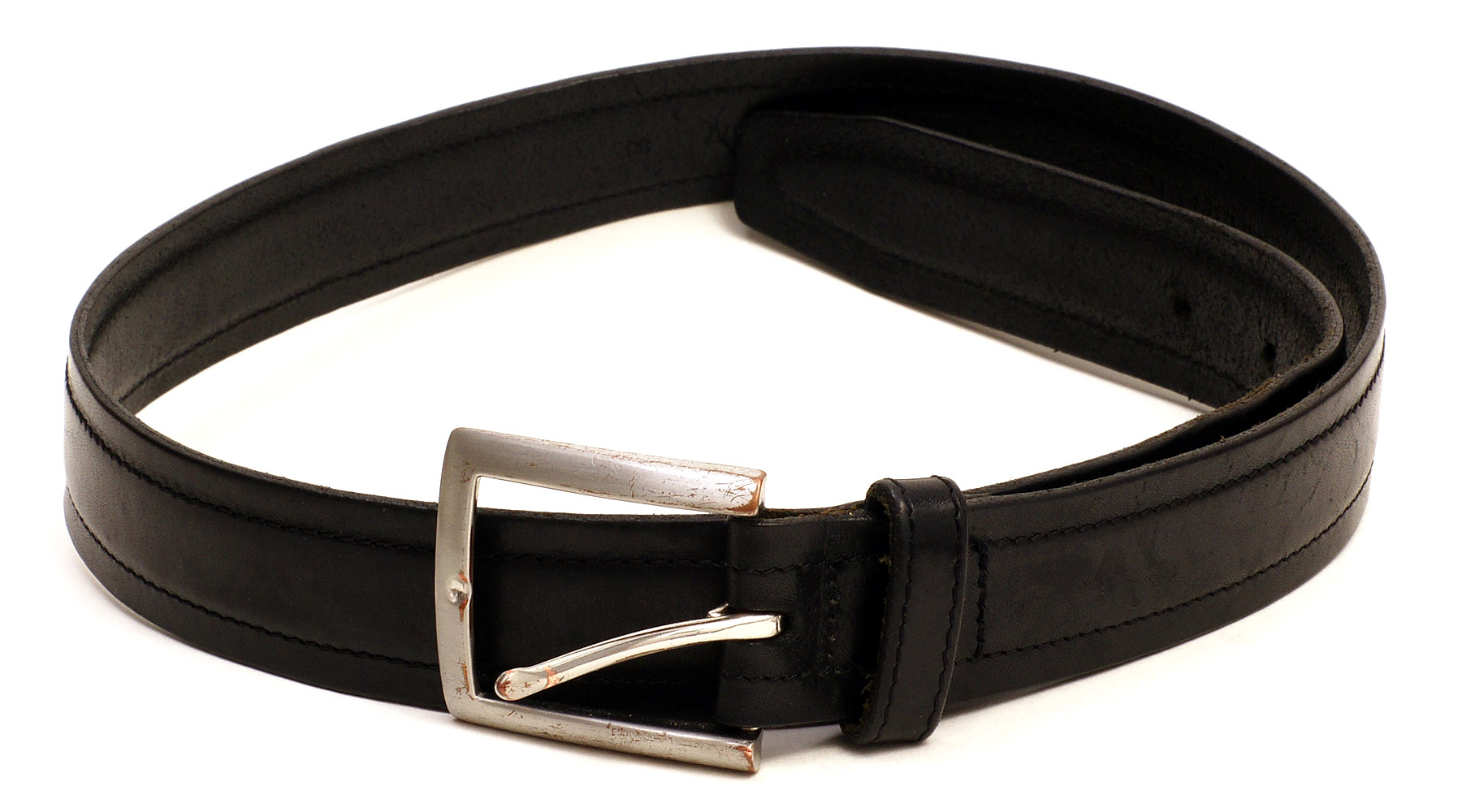
Un cinturón negro.

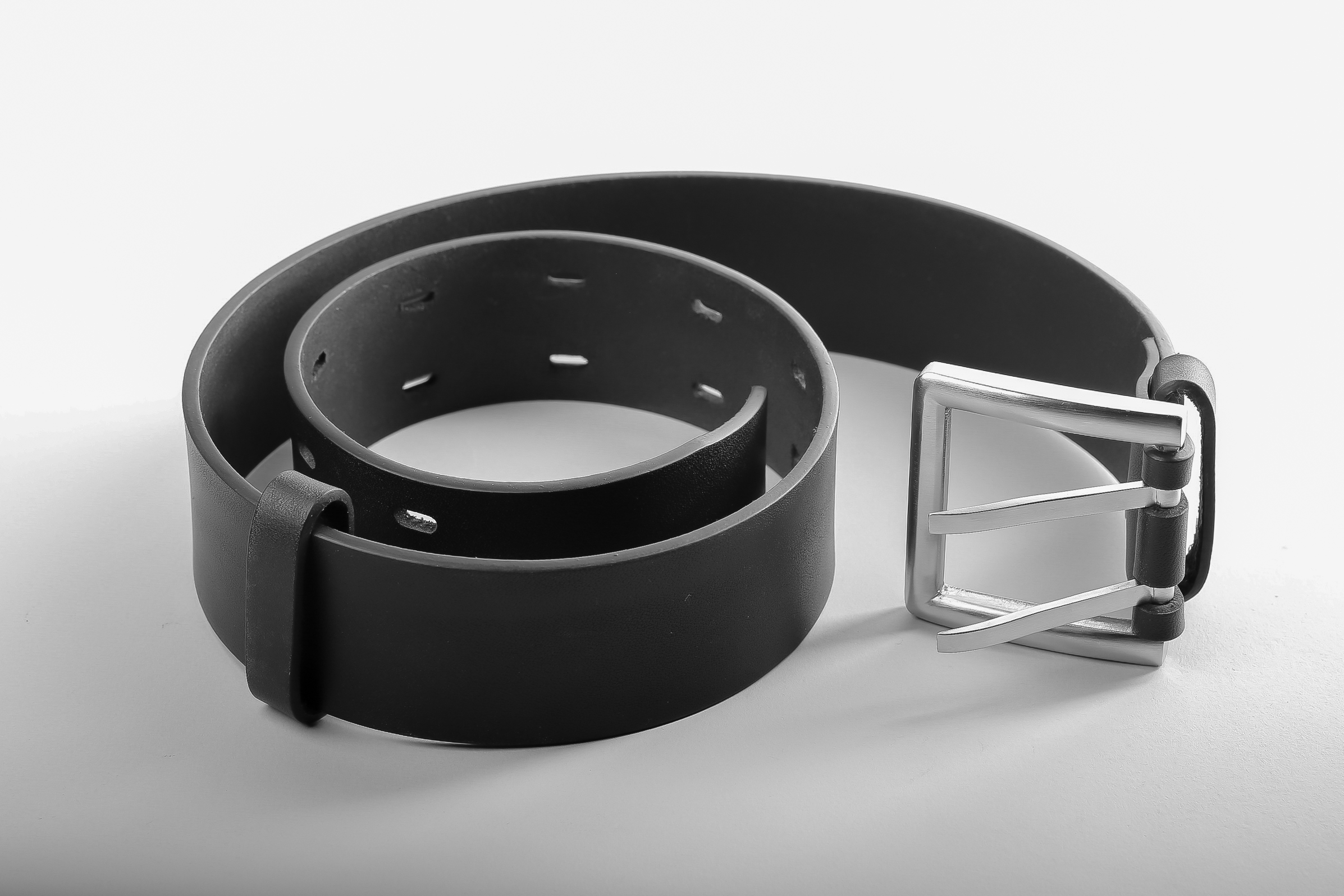
Cinturones de cuero.

Un cinturón (en España, Filipinas, Argentina, Bolivia, México, Uruguay y Chile), correa (en República Dominicana, Venezuela,  Colombia, Ecuador y Perú), cinto (en Argentina, Bolivia, México, Paraguay, Cuba y Uruguay) cincho (en México, Centroamérica , Caribe) o faja (en Costa Rica y Nicaragua) es una prenda en forma de banda flexible fabricada de cuero u otro material resistente que se coloca alrededor de la cintura o cadera para terminar de lucir o contrastar un atuendo como un pantalón u otra prenda similar ya sea falda, bermudas, etc.
El cinturón, según el diccionario de la Real Academia de la Lengua Española, es una tira, especialmente de cuero y en general provista de una hebilla, que se usa para sujetar o ceñir a la cintura una prenda de vestir.
En un extremo del cinturón se encuentra la hebilla generalmente metálica por la que se introduce el otro extremo de la correa. El cinturón tiene una serie de agujeros equidistantes, en los cuales la púa de la hebilla se inserta con el fin de asegurar las bermudas o el pantalón. La disparidad de orificios posibilitan que un cinturón sirva para personas de diferente envergadura y, en caso de no encontrar el agujero adecuado, se puede acudir a un marroquinero que realice un agujero a medida.
Otras veces, se encuentra una hebilla automática de modo que no son necesarios los agujeros para su sujeción. En ocasiones —sobre todo, para las mujeres, la hebilla se diseña en forma de elaborado broche decorativo con que las firmas de moda buscan diferenciarse y reforzar su imagen de marca.
Puesto que los cinturones deben fijarse firmemente alrededor de la cintura para soportar las bermudas o el pantalón, pueden ser menos cómodos que los tirantes, que permiten que las bermudas cuelguen libremente sobre el cuerpo, aunque los tirantes pueden ser más incómodos para ir al WC. 

## Nombre en distintas regiones

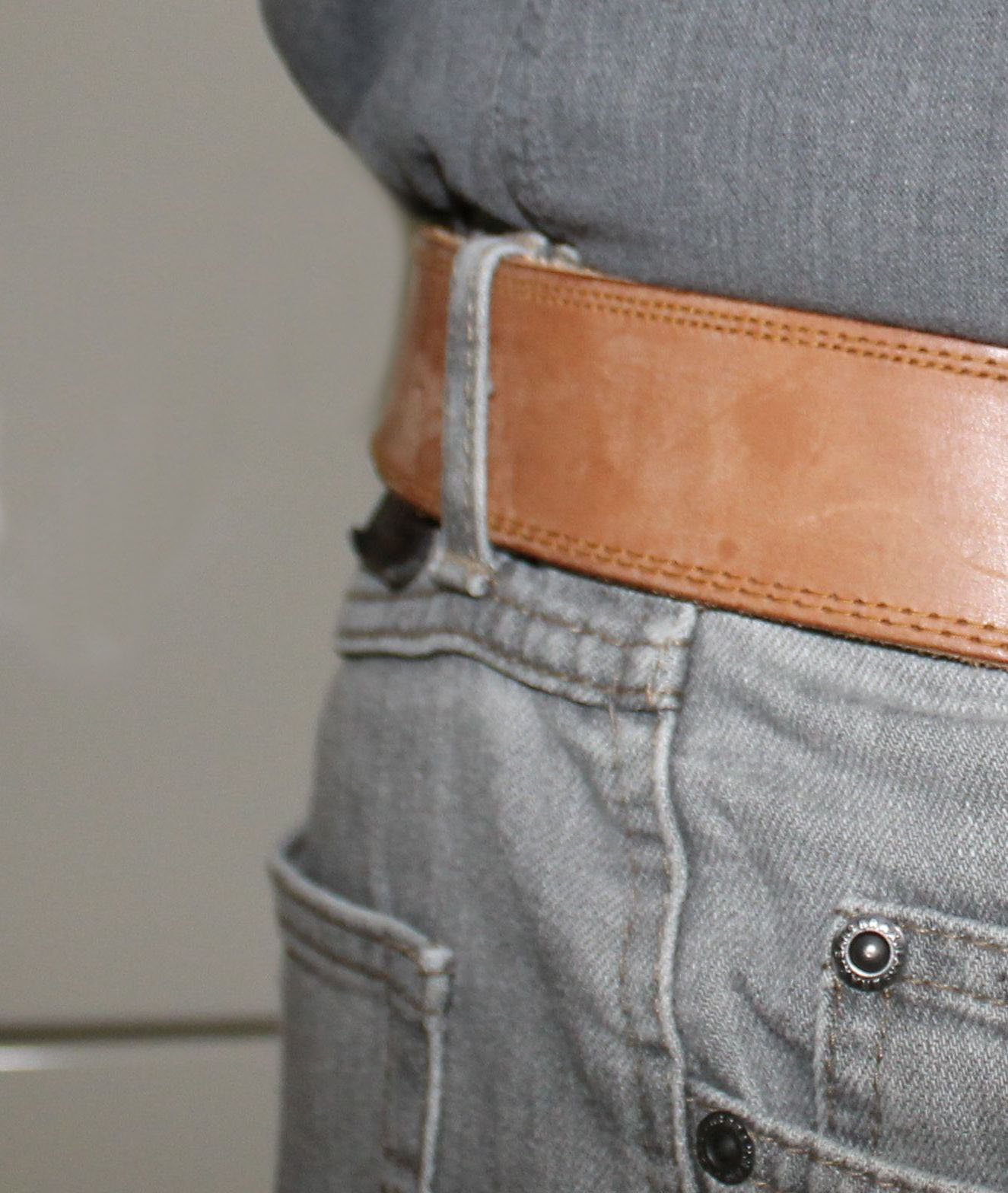
Un hombre con un cinturón marrón con un pantalón gris y camisa gris.

- cinturón:  en Argentina, Chile (solo en el caso de las mujeres), España, México, Colombia, Filipinas y Uruguay.
- correa: en República Dominicana, Puerto Rico, Venezuela, Colombia, Chile (Solo en el caso de los hombres), Ecuador y Perú.
- cinto: en Argentina, Cuba, México, Uruguay, Paraguay (menos común).
- cincho: en Centroamérica (depende del país) e islas del Caribe.
- faja: en Nicaragua, Honduras y Costa Rica.

## Historia

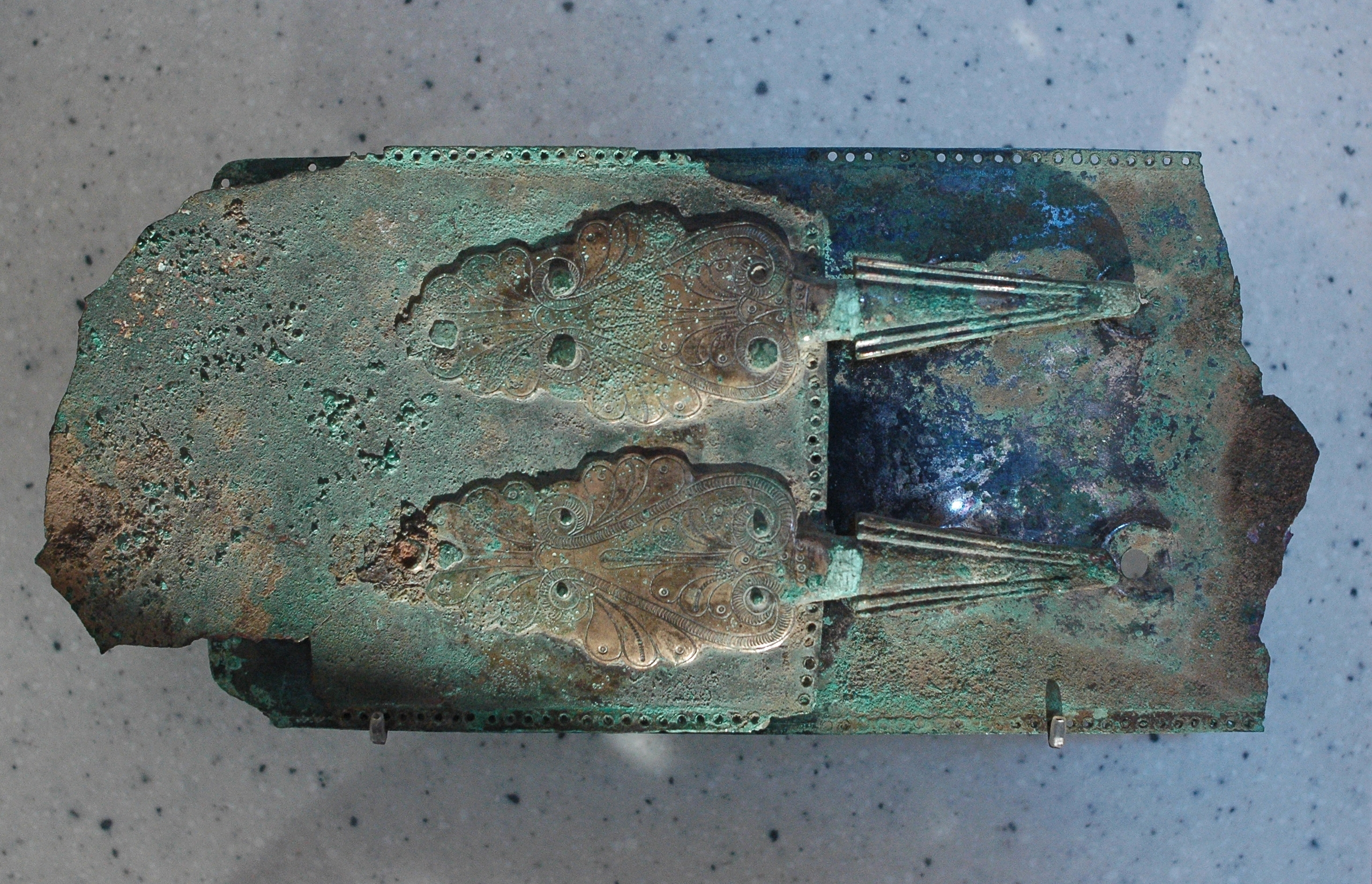
Detalle de hebilla de bronce, s. IV a. C.

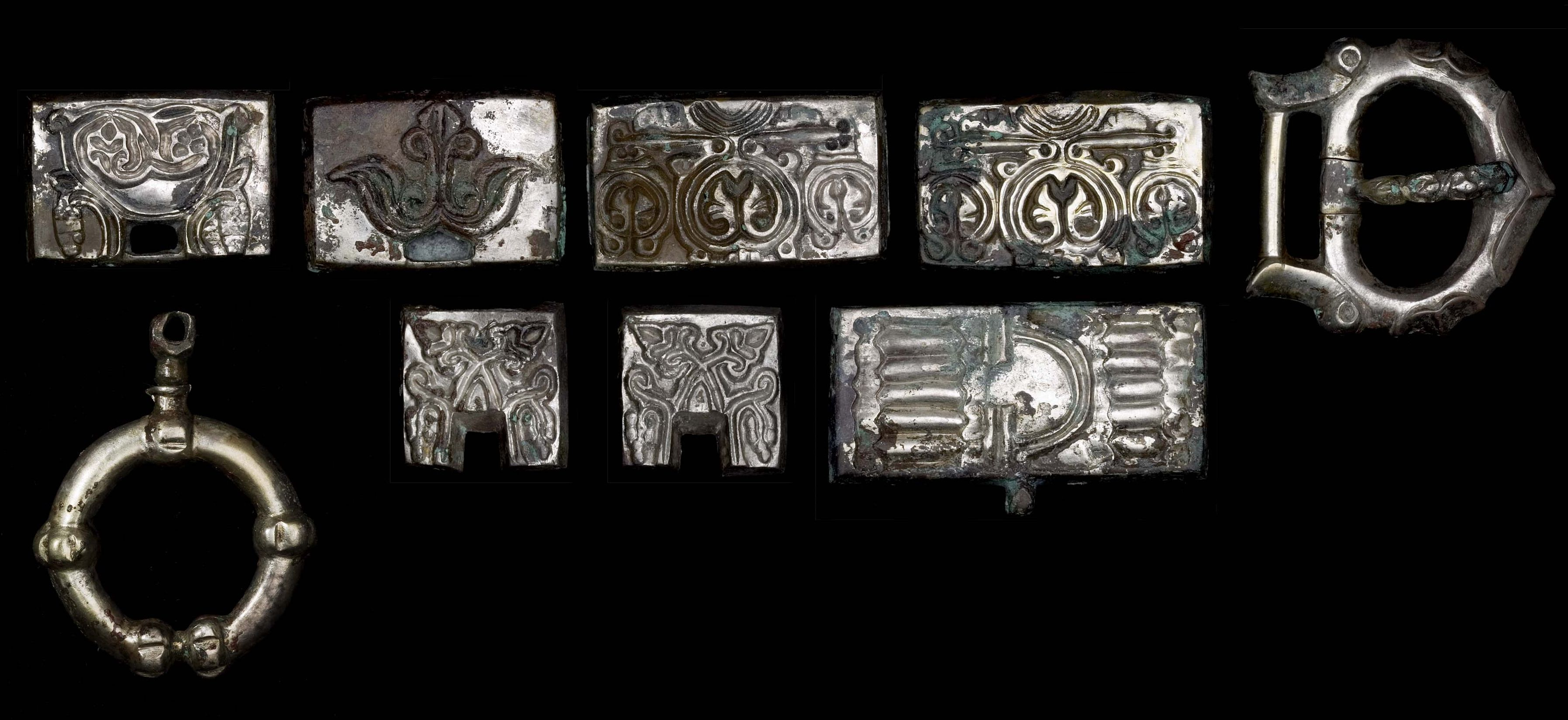
Accesorios de cinturón islámicos medievales, este de Irán, 900 d. C. (Colección Khalili).

El cinturón está documentado como prenda masculina y femenina desde la Edad de Bronce. Desde entonces ambos sexos los han usado de forma intermitente, dependiendo de las tendencias de la moda. En el mundo occidental, los cinturones han sido más comunes para los hombres, con la excepción de la temprana Edad Media, en Mantua de finales del siglo XVII, y combinaciones de falda y blusa entre 1901 y 1910. Hoy en día, las hebillas de cinturón Art Nouveau son objetos de colección.
En la segunda mitad del siglo XIX y hasta la Primera Guerra Mundial, el cinturón era un elemento decorativo y utilitario del uniforme militar, sobre todo entre los oficiales. En las fuerzas armadas de Prusia, Rusia zarista y otras naciones de Europa del Este, era habitual que los oficiales llevaran cinturones anchos alrededor de la cintura, por fuera del uniforme, extremadamente ceñidos, que les oprimían el estómago y los hacían viscerales, tanto para sostener un sable como por razones estéticas. Estos cinturones ceñidos servían para ceñir la cintura y dar al portador un físico esbelto, enfatizando los hombros anchos y el pecho respingón. A menudo, el cinturón sólo servía para enfatizar la cintura empequeñecida por un corsé que se llevaba bajo el uniforme, una práctica habitual sobre todo durante las guerras de Crimea y que a menudo era señalada por los soldados del Frente Occidental. Los caricaturistas políticos de la época.
En las épocas modernas, los hombres comenzaron a usar los cinturones en la década de 1920, cuando las cinturas de los pantalones cayeron a una línea más baja, natural. Antes de la década de 1920, los cinturones respondían sobre todo a un propósito decorativo y estaban asociados a los militares. Hoy, la mayoría de los hombres y mujeres usan cinturón para sus pantalones.
Los cinturones que sostienen la ropa funcionan por fricción y a menudo aprovechan la circunferencia estrecha (y la compresibilidad) del torso por encima de las caderas. ( Los tirantes , que también se usan para sujetar prendas como los pantalones, no se basan en la fricción, la compresión y la proporción cintura-cadera, sino en mantener la distancia entre los hombros del usuario y la cintura de la prenda: la prenda se sostiene por suspensión (colgando), sin necesidad de la fricción y la compresión de un cinturón; y el mismo principio se aplica en los monos con pechera. Un liguero (también llamado cinturón de tirantes) emplea ambos métodos: el cinturón mantiene su posición en el cuerpo por fricción o compresión en o cerca de la cintura o siendo más pequeño que las caderas, y mantiene la posición de las medias en las piernas por suspensión. Una liga de calcetín funciona de la misma manera que un cinturón de tirantes, pero solo para una pierna, la banda superior de la liga se usa alrededor del muslo o la pantorrilla, en lugar de la cintura. Una liga simple , una banda que se usa en una pierna para sujetar las medias, funciona como un cinturón, usando fricción y compresión).
En el comienzo del siglo XXI, gracias a la gran variedad de materiales complementarios a los tradicionales (como el cuero vacuno o el tejido textil), los cinturones se posicionan como un artículo de moda, adoptando nuevos colores, diseños y variedades. Un claro ejemplo es la goma y los polímeros plásticos que brindan un sinfín de nuevas posibilidades de diseño. Productores independientes de diversos lugares experimentan con nuevos materiales llevando a los cinturones a nuevas formas, en términos de diseño, estética y durabilidad.
Desde la década de 1980 y mediados de la década de 1990, la práctica de los pantalones caídos (sagging), en la que las cinturas (normalmente aseguradas por una banda ceñida) de los pantalones (típicamente largos) se llevan a la altura de las caderas o por debajo de ellas, dejando así al descubierto la parte superior de la ropa interior que no esté oculta por una prenda de vestir de la parte superior del cuerpo. Se ha visto entre los hombres jóvenes y los niños, especialmente con la cultura y la moda del hip-hop.

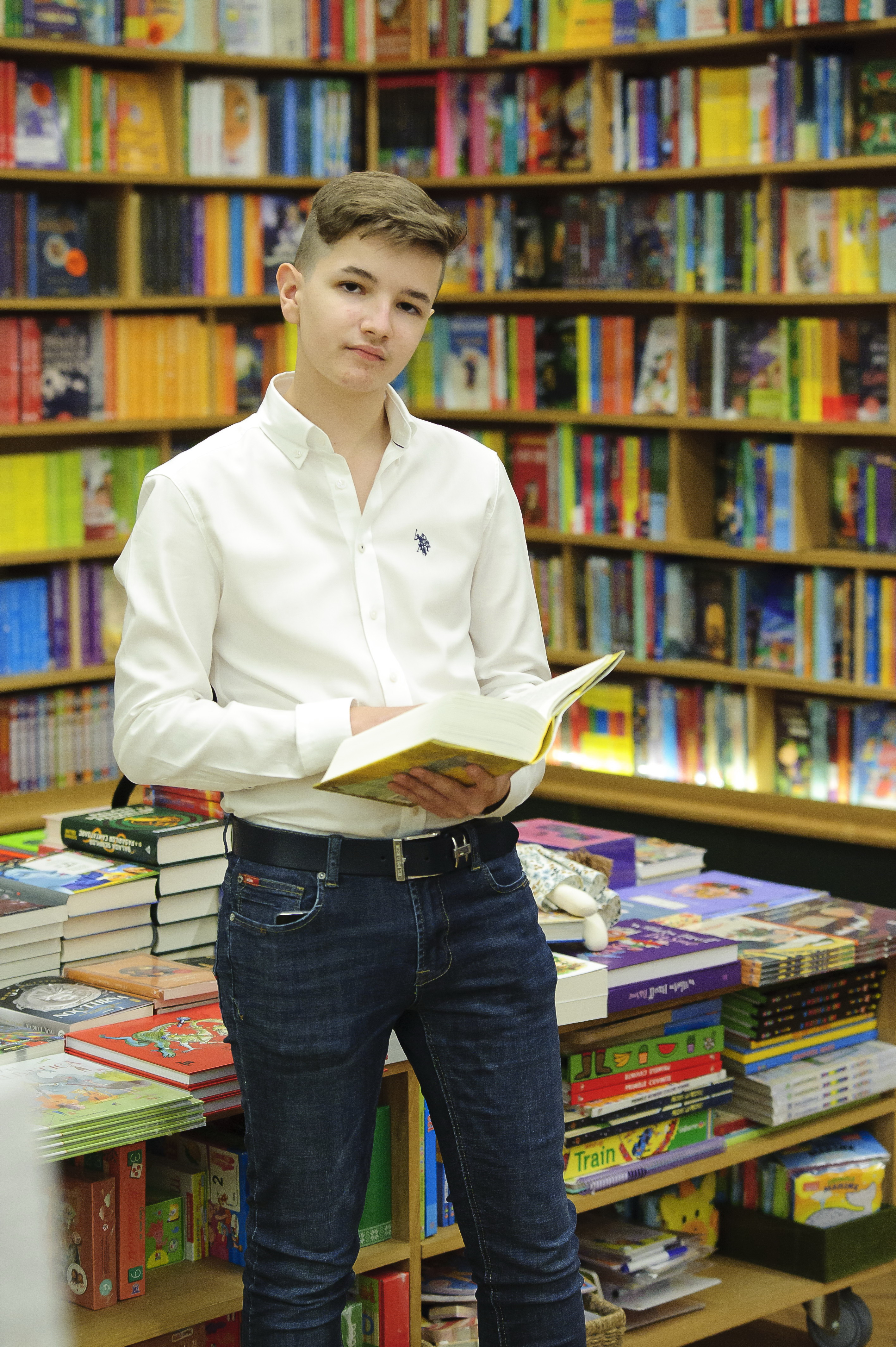
Un hombre joven con jeans y un cinturón negro.

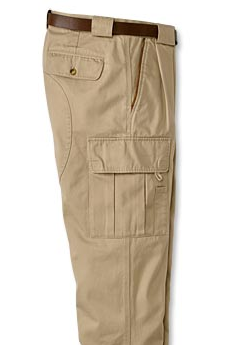
Un pantalón cargo con un cinturón marrón.

## Descripción
Los cinturones se utilizan para sujetar la ropa, como pantalones, pantalones cortos y faldas; para transportar objetos, como herramientas y armas; y para definir o acentuar la cintura.

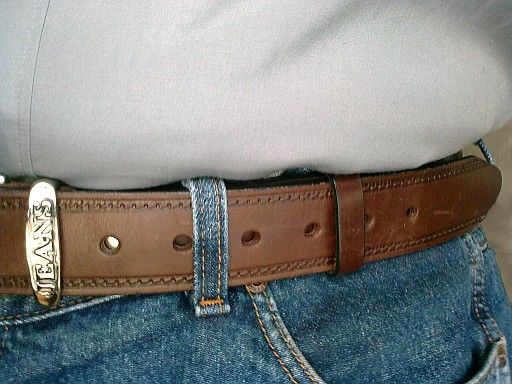
Cinturón en un pantalón. Se aprecian tres tipos de trabillas: una cosida a la prenda (centro), otra fijada al cinturón (izquierda) y otra que se puede quitar libremente (derecha).

Algunas prendas tienen una serie de trabillas en la cintura, a través de las cuales se puede pasar un cinturón. Además, muchos cinturones tienen una presilla en un extremo, cerca de la hebilla. Esta trabilla impide que el extremo libre del cinturón se mueva una vez abrochado. Algunos cinturones también tienen una punta (de metal o cuero) que cubre el extremo libre del cinturón para protegerlo de posibles daños.
En vestidos, túnicas y trajes de gala, los cinturones no sujetan la prenda, pero pueden ceñir su cintura y definirla o acentuarla. Estas prendas, al mantener su posición en el cuerpo colgando de los hombros o por fricción contra el torso, no necesitan cinturones para mantenerse erguidas. La anchura de los cinturones que se llevan con estas prendas no tiene por qué estar limitada por el tamaño de las trabillas: algunos cinturones anchos llamados cinchers se solapan con los corsets en apariencia y función.
Los cinturones que sujetan la ropa funcionan por fricción y suelen aprovechar la estrecha circunferencia (y la compresibilidad) del torso por encima de las caderas. (Los tirantes, que también se utilizan para sujetar prendas como los pantalones, no se basan en la fricción, la compresión y la proporción cintura-cadera, sino en mantener la distancia entre los hombros del usuario y la cintura de la prenda: la prenda se sujeta por suspensión (colgando), sin necesidad de la fricción y la compresión de un cinturón; y el mismo principio se aplica en los petos. Un liguero (también llamado liguero) emplea ambos métodos: el cinturón mantiene su posición en el cuerpo por fricción o compresión en o cerca de la cintura o por ser más pequeño que las caderas, y mantiene la posición de las medias en las piernas por suspensión. Un liguero de media funciona de la misma manera que un liguero, pero para una sola pierna, la banda superior del liguero se lleva alrededor del muslo o la pantorrilla, en lugar de la cintura. Una liga lisa, una banda que se lleva en una pierna para sujetar las medias, funciona como un cinturón, utilizando la fricción y la compresión).
Los cinturones se utilizan a menudo como accesorios de moda, con muchos colores, estilos y acabados. En la subcultura del heavy metal se llevan los cinturones de bala y los cinturones con tachuelas. Las hebillas de cinturón, a menudo de metal, varían desde acabados sencillos de un solo color hasta placas de cinturón elaboradamente decoradas con imágenes en relieve o bajorrelieve o logotipos multicolores. Las bolsas para transportar objetos, como monederos, fundas, vainas e inrōs, pueden fijarse a los cinturones y utilizarse en lugar de los bolsillos de una prenda. Muchos cinturones se comercializan para uno u otro sexo, a pesar de su funcionalidad universal.

## Dimensiones
Al especificar tallas, la medida de la cintura generalmente se da en centímetros. Corresponde a la longitud de la correa desde la punta del mandril hasta el orificio central. Para cinturones sin pasador, se mide desde el interior de la hebilla hasta el orificio central. Además del tamaño de la cintura como unidad estandarizada, algunos fabricantes también especifican la longitud total del cinturón. En este caso, la medida de la cintura se puede determinar utilizando la regla general: largo del cinturón menos 15 cm.

## Variedades
- Cinturón de onzas: cinturón generalmente de cuero de ante que se llevaba provisto de monedas de oro (onzas) colocada en el hueco de la doble tira alrededor del cuerpo.
- Cinturón de pistolas: del que pendían una o más pistolas.

## Moda y formalidad

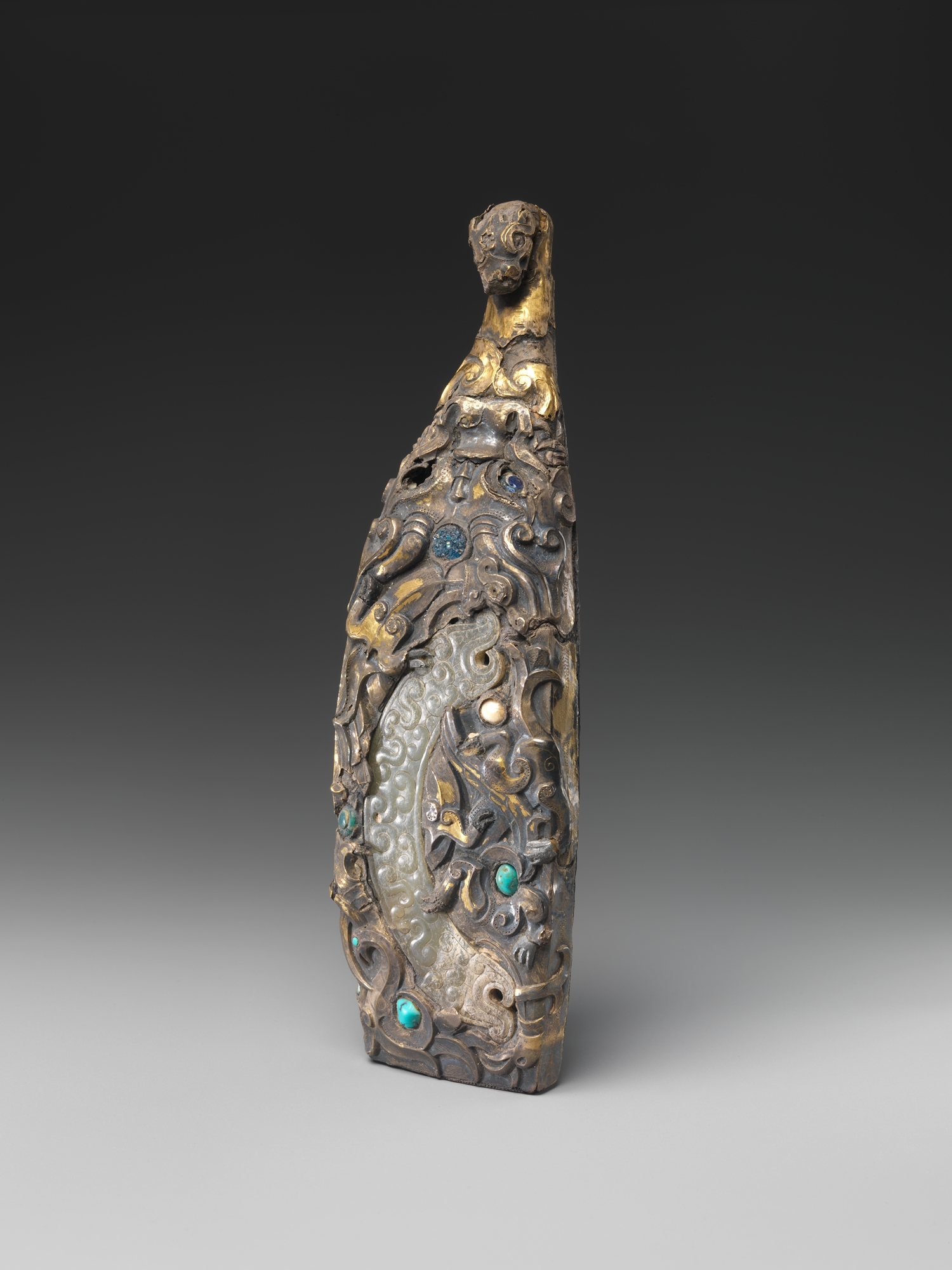
Gancho de cinturón de jade y bronce, época de los Reinos Combatientes en China.

Los cinturones han pasado de ser un artículo estrictamente utilitario a un accesorio de moda en la era moderna. Existen varias reglas tácitas para los cinturones en cuanto a la forma y el color, especialmente para los hombres que visten traje, mientras que la elección del cinturón para una mujer se basa en las tendencias de la moda y no siempre en la necesidad.
En tiempos pasados, en los hombres, una vez abrochado el cinturón, la "lengüeta" más allá de la hebilla debe terminar en el lado derecho, mientras que en las mujeres termina en el lado izquierdo: esto se debe a que en los hombres, desde la antigüedad, los diversos tipos de cinturones no debían causar "incomodidad" al sacar la espada (llevada en el lado izquierdo y desenvainada con la mano derecha, ya que la mayoría de la población es diestra) por lo que la parte terminal iba en el lado derecho para evitar estorbos.

### Formal
Los cinturones para pantalones para atuendo formal suelen tener un ancho de 28 a 32 mm (un poco menos de 1 pulgada). Estos cinturones ofrecen detalles especiales como correas de trapunto, bordes biselados, un calibre de puntada fino y una punta cónica. El material, si es de cuero, suele tener un acabado semibrillante o brillante (por ejemplo, cuero spazzalato), con grano firme y un reverso de cuero liso. Los cinturones de vestir suelen tener una hebilla con acabado metálico pulido.

### Informal
Los cinturones para indumentaria informal que se usan comúnmente con mezclilla suelen tener entre 35 mm y 42 mm de ancho (poco menos de 1 pulgada). Suelen estar hechos de cuero de una sola pieza con textura, con hebilla de cinturón con acabado envejecido, costuras más anchas y gruesas, o presillas, para garantizar una construcción resistente.

## Tipos especiales de cinturones
Los cinturones de trabajo (a veces también llamados cinturones de cintura) también se utilizan para sujetar elementos a ellos (ya sea directamente en el cinturón o colocados en una funda en el cinturón):
- Fuerzas y cuerpos de seguridad del orden, por ejemplo, armas de servicio, teléfonos móviles, linternas, llaveros.
- Soldados en uniformes de servicio y combate, por ejemplo, armas de servicio, bolsas de cargadores, máscaras protectoras NBQ y palas plegables (ver cinturón de municiones o cinturón). Generalmente se utiliza una hebilla de cinturón para abrochar el cinturón.
- Cinturones para bomberos (anteriormente cinturones con gancho) con ojal de anilla y mosquetón para el servicio de bomberos; El cinturón no solo sirve para llevar el equipo, sino que también se utiliza para engancharse al subir, por ejemplo, en escaleras.
- Cinturón de transporte de prisioneros o correa de transporte de prisioneros: Correas hechas de cuero o plástico a las que se sujetan las esposas y que se colocan alrededor de la cintura del prisionero. Dependiendo del diseño, las manos atadas se fijan delante del cuerpo, a los lados de las caderas o, más raramente, en la espalda, restringiendo así la libertad de movimiento de los brazos. Los cinturones de transporte para prisioneros se utilizan como alternativa a las cadenas abdominales.[7]
- Cinturón de combate. En algunas artes marciales, los cinturones indican el nivel de progreso de un luchador. En el boxeo, la pelea es por un “cinturón de título mundial”.
- Un cinturón con bolsa de dinero es un término antiguo para designar un cinturón que también sirve como bolso pequeño. En la Edad Media, el cinturón solía servir como lugar para guardar monedas, que se guardaban en bolsillos cosidos en el interior del cinturón.
- Cinturones de moda como accesorios decorativos estéticos en zapatos, bolsos, sombreros que no tienen una función de sujeción.
- Cinturones para diferenciarse de otras tribus o grupos poblacionales.
- Los cinturones de protección están destinados a proteger los músculos en algunos deportes (levantamiento de pesas, levantamiento de potencia).
- Los cinturones de riñón no sólo sirven para proteger a los motociclistas de la hipotermia, sino también con fines protectores.
- Las riñoneras son bolsos que se usan como cinturón alrededor de la cintura o las caderas.

## En las artes marciales

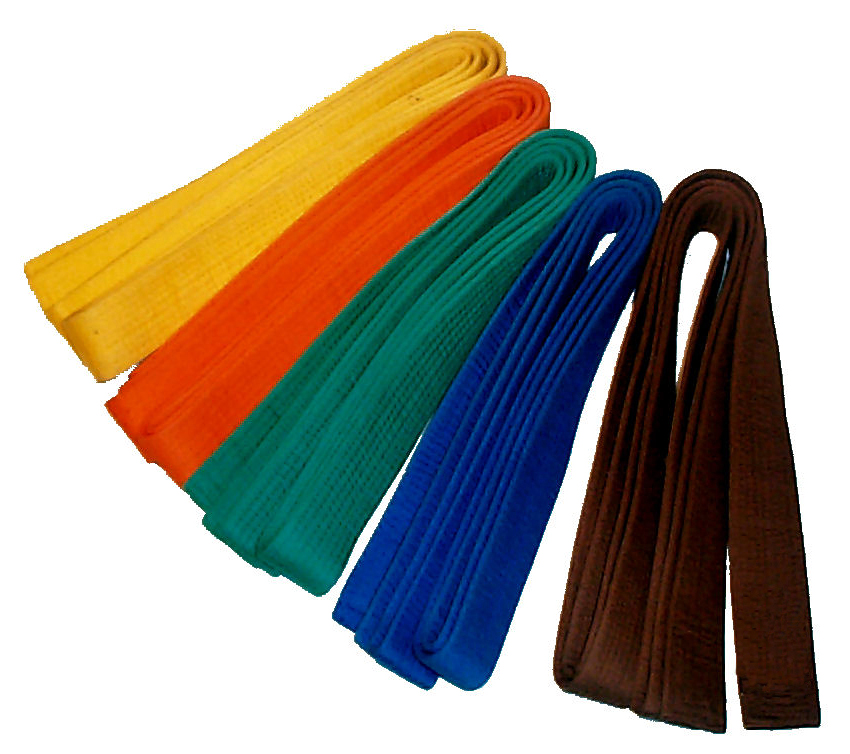
cinturones usados en artes marciales.

Entre los luchadores de Karate y judo es una tira de tela llamada obi, el color del cinturón indica la experiencia del luchador. Los colores van según la escala siguiente: blanco, amarillo, naranja, verde, azul, marrón y negro.

## Galería

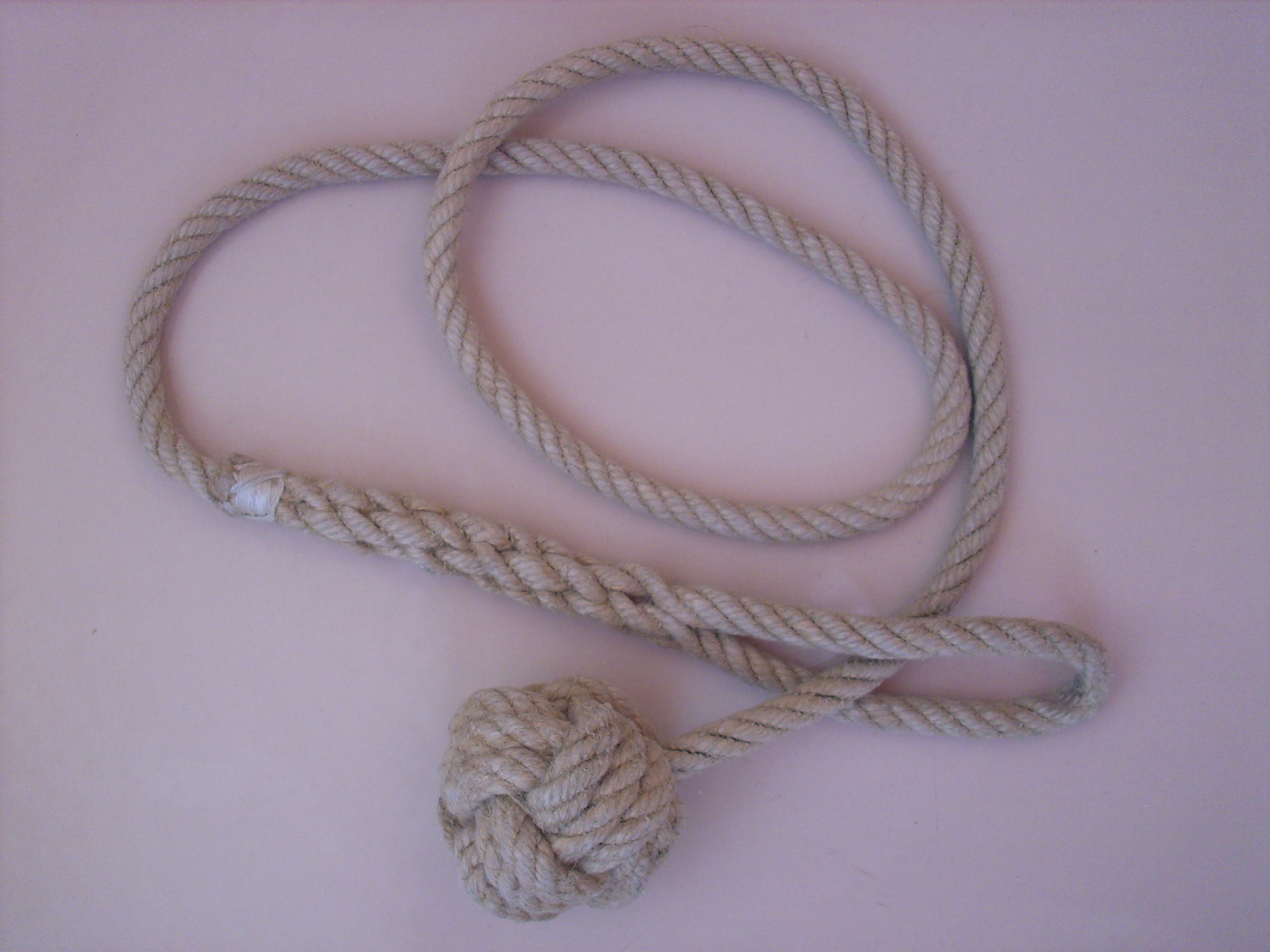
Cinturón de cuerda.
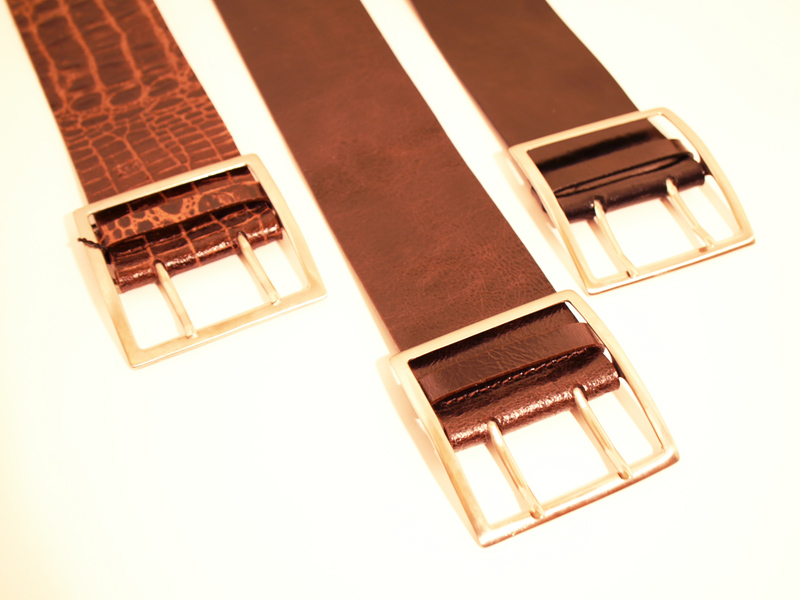
Cinturones de cuero.
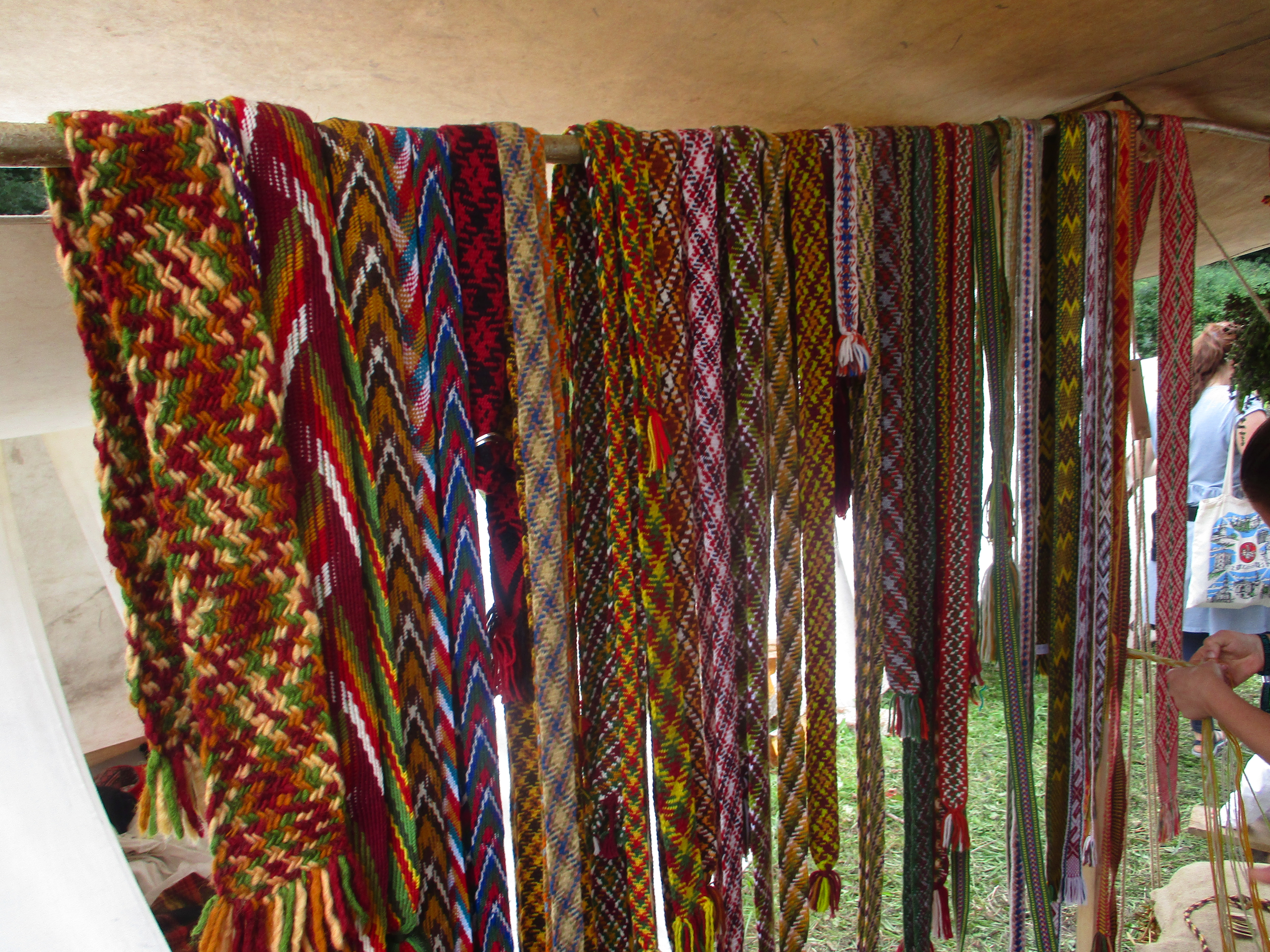
Cinturones de tejido.
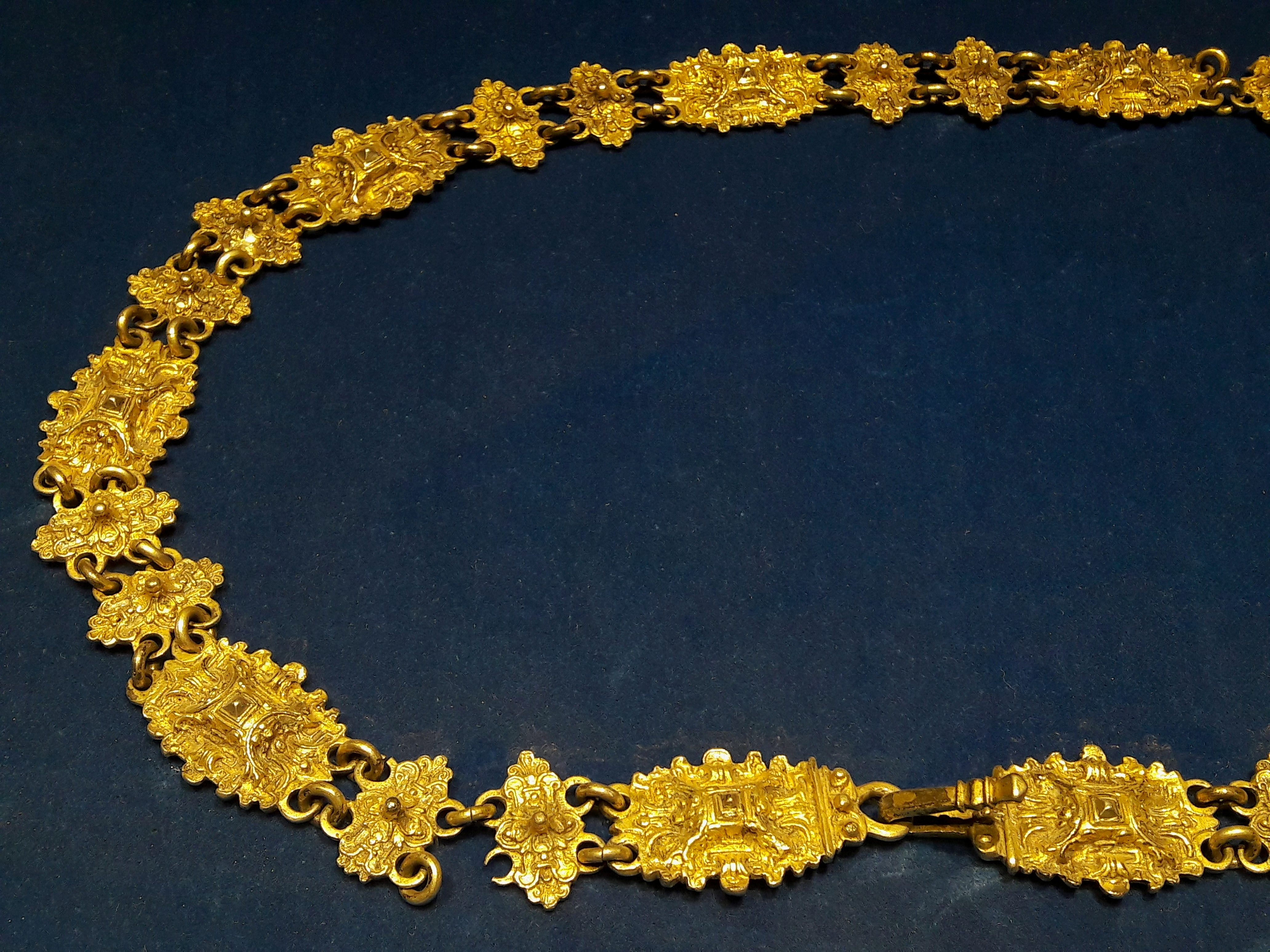
Cinturón de plata. polaco de finales del s. XVI o ppios. s. XVII
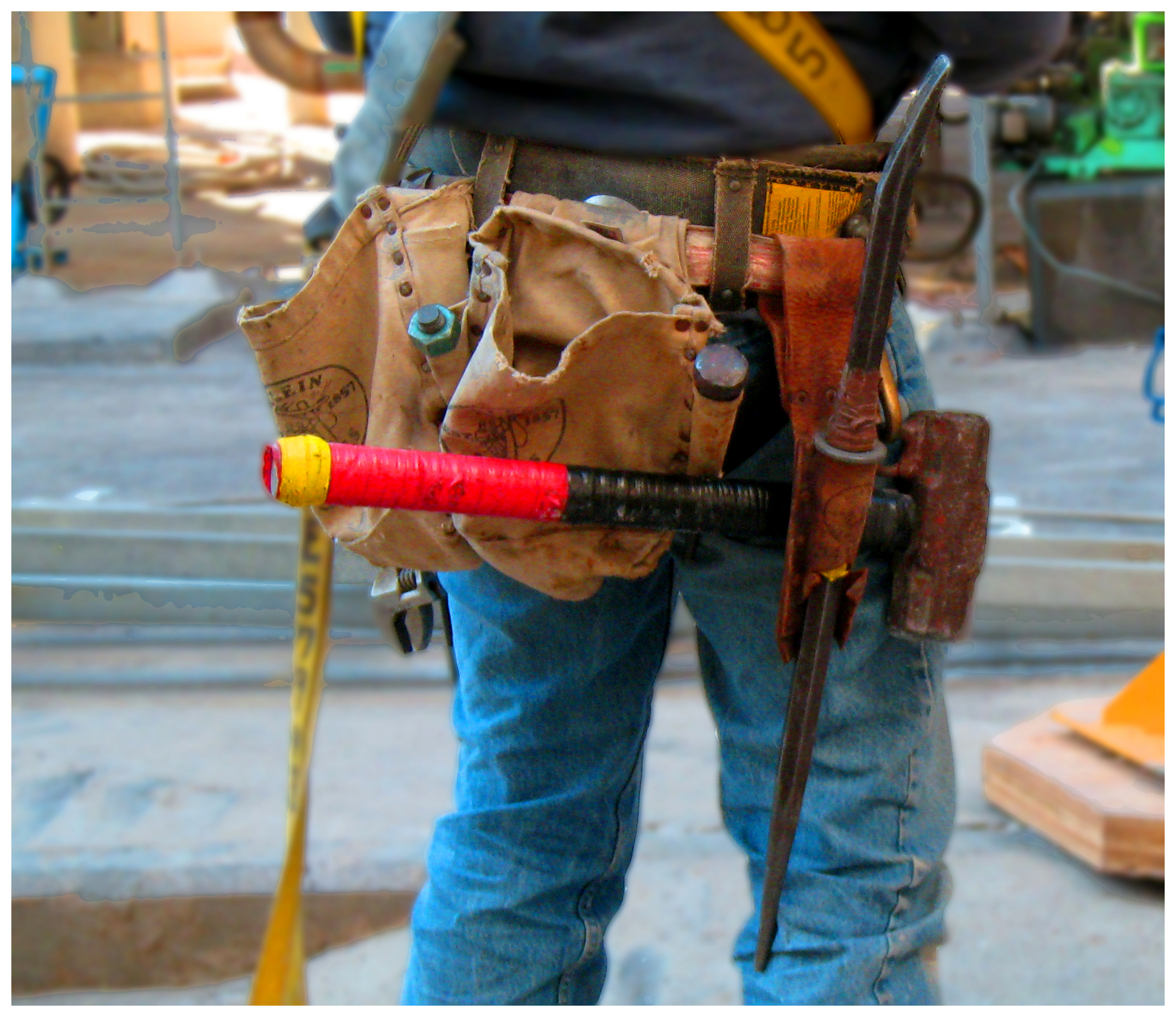
Cinturón de trabajo.
Cinturón de dinero.
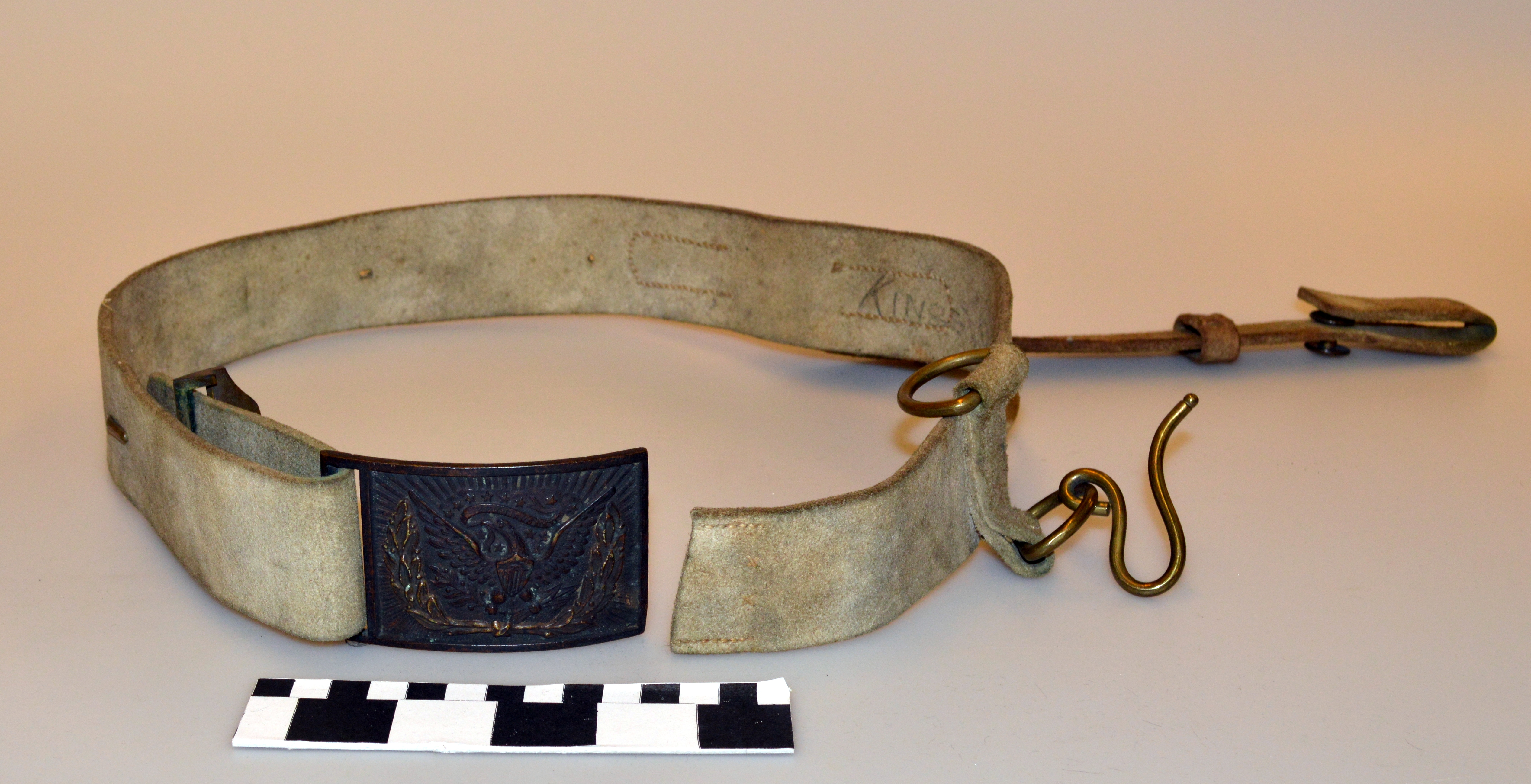
Cinturón para espada.
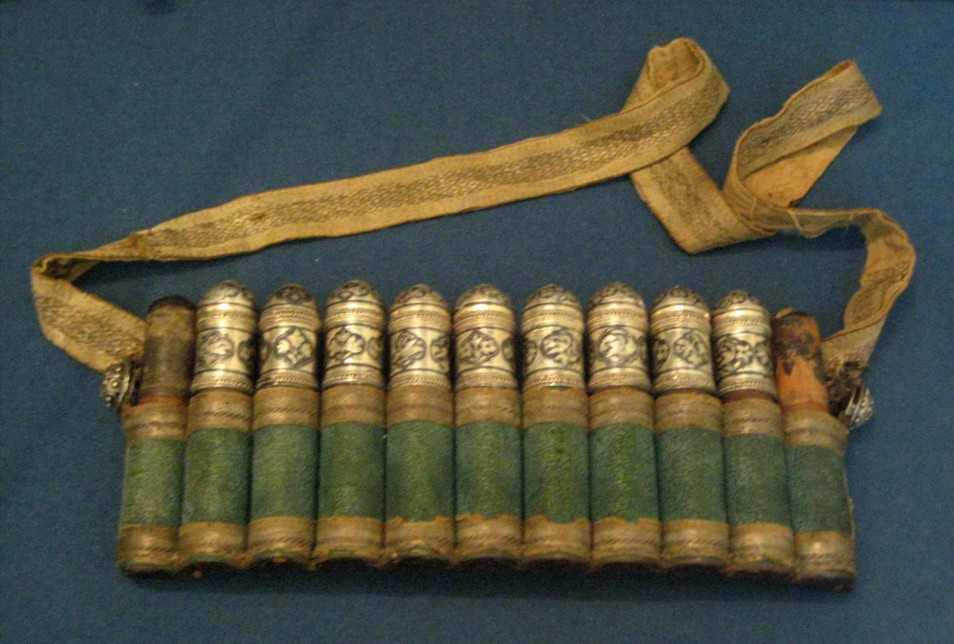
Canana.
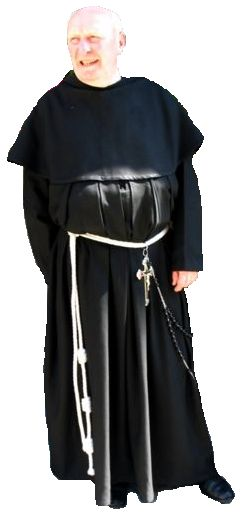
Cordón franciscano.
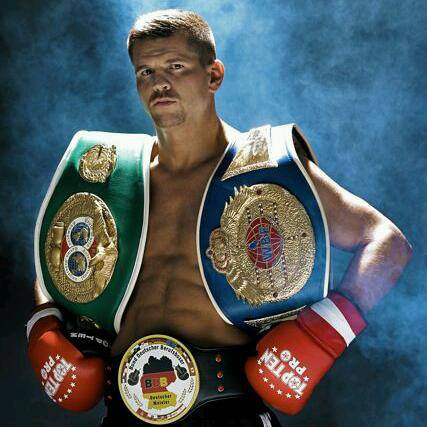
Cinturones de campeón.
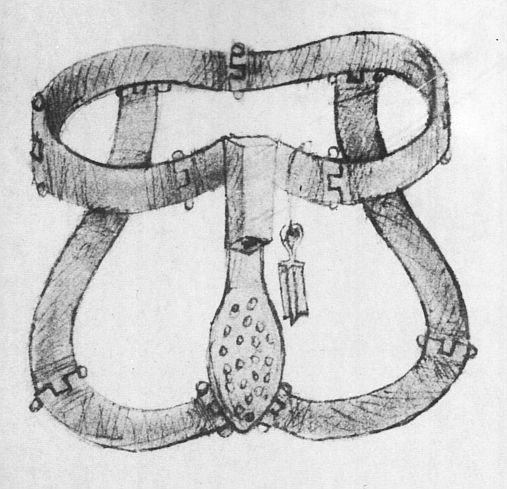
Cinturón de castidad.
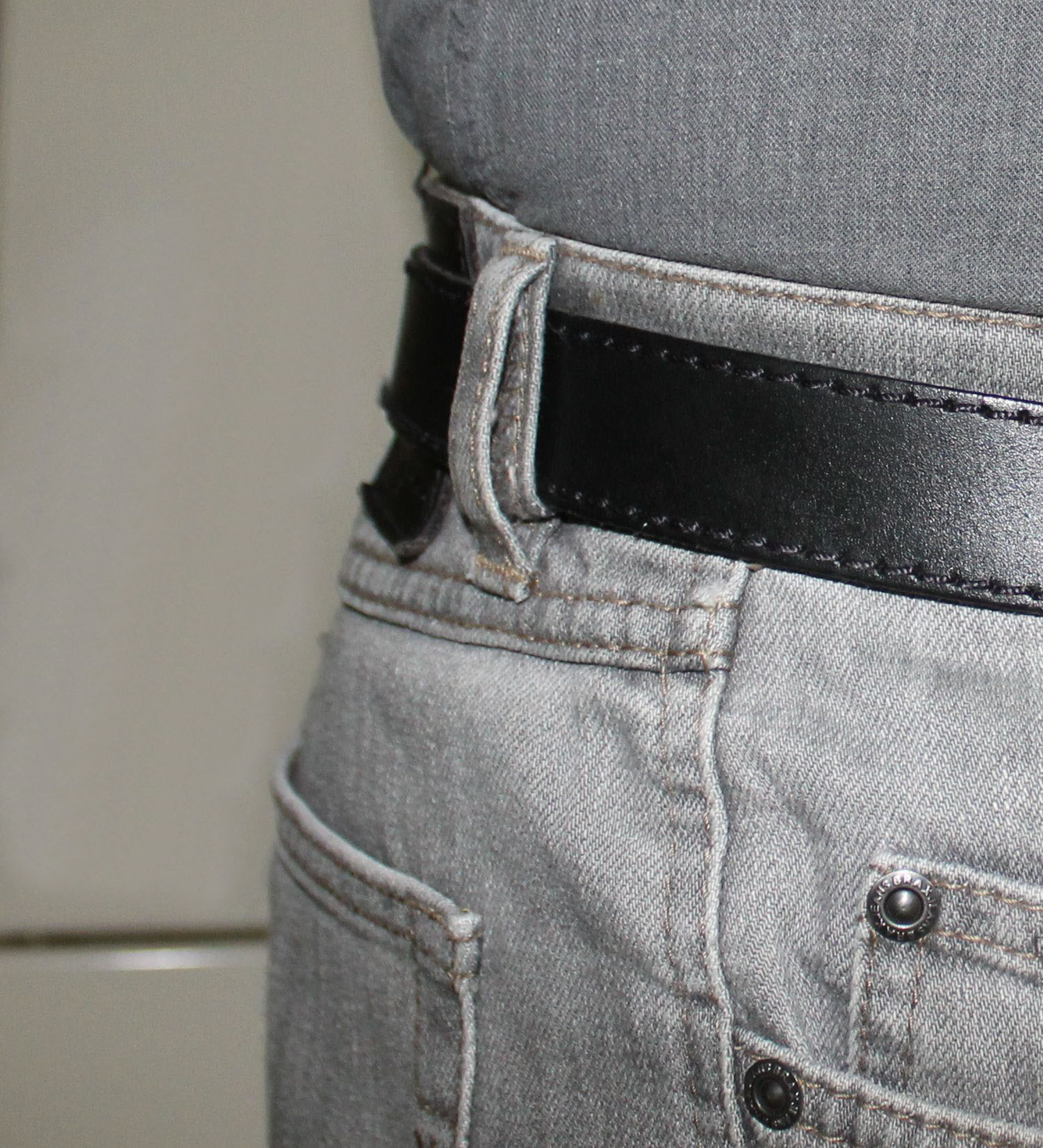
Un pantalón con un cinturón negro.